# 超國界法
超國界法（英語：Transnational Law），或譯作跨國界法，指包括國內法、國際法、或兩者混和的法律，適用在個人、企業、政府的超國界行為與影響，非僅只單一國家法體系所能規範的法律關係。在西方由美國知名法學者、前國際法院法官菲利浦·傑賽普（英語：Philip Jessup）所提倡，亦為中華民國國際法學會及臺灣法律學者陳長文所推廣。

## 相關論著
- 期刊《中華國際法與超國界法評論 （页面存档备份，存于）》，中華民國國際法學會。
- 《認識超國界法律專文集》，中華民國國際法學會，2004 年出版。
- 《超國界法律彙編 （页面存档备份，存于）》，陳長文、李永芬主編，2002年，三民書局
- 〈全球化下的超國界法律治理 （页面存档备份，存于）〉，中興大學教授巨克毅、許震宇。

## 外部連結
- 中華民國國際法學會 （页面存档备份，存于）